# After Burner
After Burner é um jogo eletrônico simulador de combate áereo, lançado pela primeira vez em julho de 1987. Foi desenvolvido pela Sega-AM2. Este é o primeiro jogo de Yu Suzuki.
O jogador controla um F-14 Tomcat, que deve destruir uma série de aeronaves inimigas por 18 etapas, usando um joystick específico (alguns com assento móvel). Este título gerou várias sequências. Posteriormente o jogo foi desenvolvido para Amiga, Amstrad, Atari ST, Commodore 64, MS-DOS, MSX, NES, PC Engine, Sega 32X, Master System, ZX Spectrum.